# St Stephen's Green
St Stephen's Green (en irlandais : Faiche Stiabhna) est un parc public situé à Dublin. Il est localisé au centre-ville, proche du centre commercial homonyme situé au bout de Grafton Street.
Le parc est rectangulaire, au centre de l'une des zones de trafic routier les plus denses de Dublin (bien que des aménagements les aient considérablement réduit depuis 2004). Les quatre rues bordant le parc en prennent le nom accompagné du point cardinal correspondant: St Stephen's Green North, St Stephen's Green South, St Stephen's Green East et St Stephen's Green West. Avec ses neuf hectares, c'est le plus grand parc dublinois de type georgien (mais le plus grand parc de Dublin est Phoenix Park).

## Histoire

### Création du parc
Jusqu'en 1663, St Stephen’s Green était un terrain marécageux aux abords de Dublin, utilisé pour les pâturages. Cette année-là, l'administration décida de clôturer le centre du terrain et de vendre les terres adjacentes afin d'en percevoir de substantiels revenus. Le parc fut entouré d'un mur en 1664 et les maisons alentour furent rapidement remplacées par des constructions de style georgien. À la fin du XVIIe siècle l'endroit était prisé par les plus riches habitants de la ville. Certains bâtiments actuels sont des répliques de cette époque mais peu ont réellement survécu au XIXe siècle.
En 1814, l'administration remplaça les murs de pierre par des grilles et l'accès fut rendu payant et restreint aux résidents locaux. En 1877, Sir A.E.Guinness fut à l'initiative d'une loi visant à rouvrir le parc au public, ce qui fut effectif trois ans plus tard. En remerciement, une statue le représentant fut installée en face du College of Surgeons. Les descendants de son frère Edward, qui vivait dans un bâtiment mitoyen du parc (Iveagh House), en firent don au ministère des affaires étrangères.

### L'insurrection de Pâques 1916
Pendant l'Insurrection de Pâques 1916, un groupe d'insurgés composée principalement de membres de l'Irish Citizen Army, sous le commandement du commandant Michael Mallin et de son second Constance Markievicz, a établi une position dans le parc, en compagnie de 200 à 250 hommes. Ils ont confisqué les véhicules à moteur, ont établi des barrages routiers dans les rues qui entourent le parc, et creusé des positions défensives dans le parc lui-même. Cette approche différait de celles adoptées ailleurs dans la ville, consistant à prendre des positions dans les bâtiments, et s'avera dangereuse quand l'armée britannique pris position dans l'Hôtel Shelbourne, à l'angle nord-est de St Stephen’s Green, donnant sur le parc, lui permettant de tirer directement sur ces retranchements. Se trouvant dans une position de faiblesse, les insurgés se sont finalement rendus au College of Surgeons, à l'ouest du parc. Lors de l'Insurrection, le feu a été temporairement interrompu pour permettre au jardinier du parc de nourrir les canards.
Le parc est maintenant géré par l'Office des Travaux publics pour le compte de l'État irlandais.

## Topologie du parc
Alors que la partie centrale de St Stephen's Green est l'un des trois anciens terrains communaux de la ville, sa configuration actuelle doit beaucoup aux restaurations des années 1800 (voir histoire ci-dessus). L'ensemble est à peu près rectangulaire, et mesure environ 550 par 450 mètres, la zone centrale formant un jardin. Un des aspects les plus insolites du parc se trouve à l'angle nord-ouest de cette zone centrale - un jardin pour les aveugles avec des plantes parfumées qui supportent bien la manipulation, et sont étiquetées en braille.
Plus au nord encore (et s'étendant sur une grande partie de la longueur du parc) on trouve un grand lac. Accueillant pour les canards et autres oiseaux aquatiques, le lac est alimenté par une chute d'eau artificielle, est surplombé par le pont O'Connell, et fait face à un kiosque d'ornement. Les lacs du parc sont alimentés par le Grand Canal à Portobello.
Au nord, l'arche des fusiliers (appelée « la porte des traitres » par les partisans du nationaliste irlandais John Redmond) célèbre le souvenir des Fusiliers Royaux de Dublin morts pendant la seconde guerre de Boers. Juste à côté, on trouve un mémorial à la mémoire du leader fénien Jeremiah O'Donovan Rossa.
À l'est se trouvent deux œuvres majeures du sculpteur irlandais Edward Delaney (1930–2009) :
- le mémorial en souvenir de la grande famine de 1845-1850 et
- la statue de Theobald Wolfe Tone.

On trouve à l'ouest la statue de Lord Ardilaun qui fit don du parc aux habitants de Dublin.
Un buste de Constance Markievicz trône au milieu du parc, non loin de l'aire de jeux et du kiosque à musique.
Un buste de Tom Kettle a été érigé dans le parc en 1937.
Enfin, on peut voir au sud du parc une représentation des trois Nornes dans la porte donnant sur Leeson Street, qui est un don du peuple allemand en remerciement de l'aide irlandaise aux réfugiés après la seconde guerre mondiale.

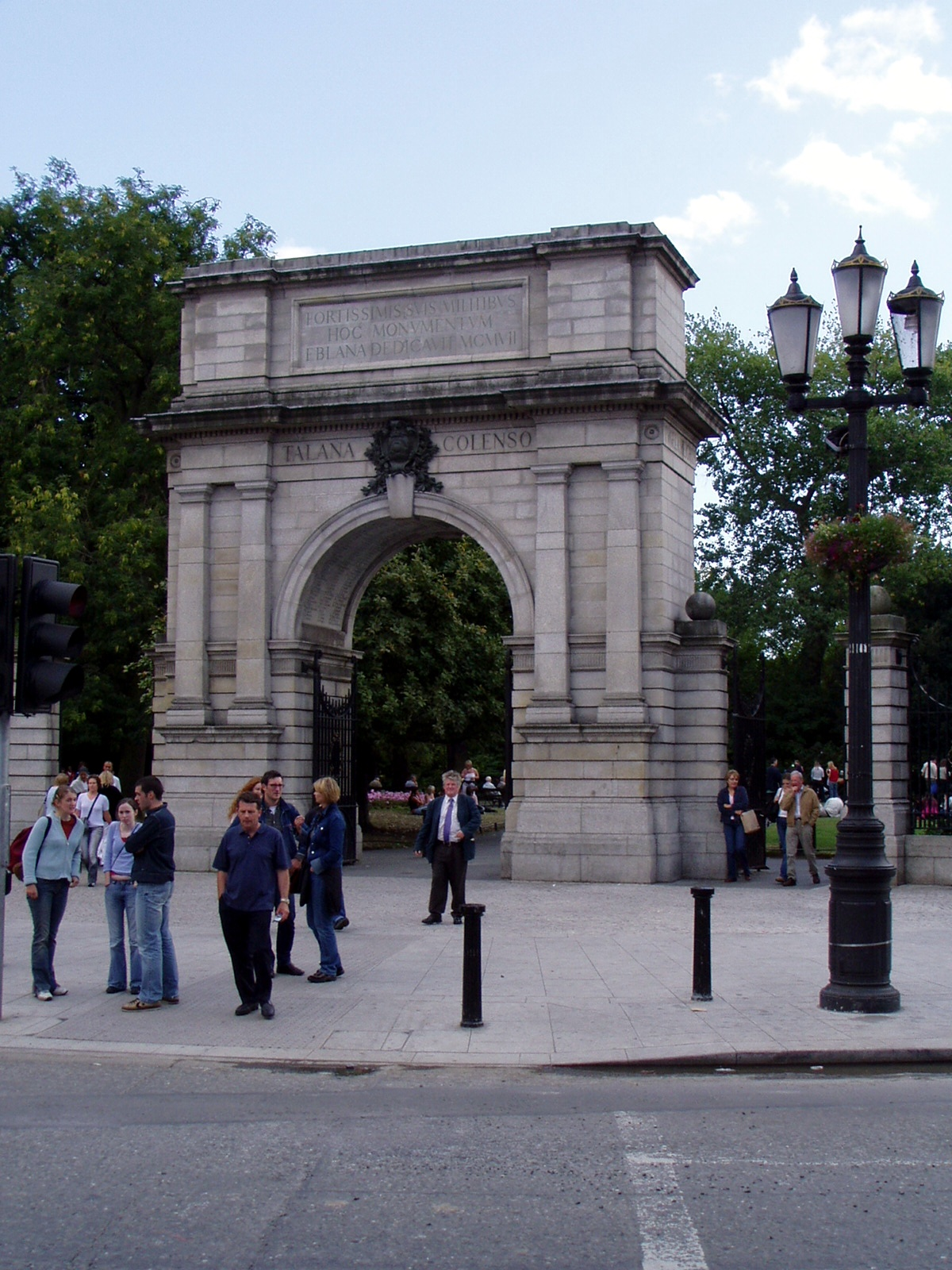
Arche des fusiliers à l'entrée du parc du côté de Grafton Street
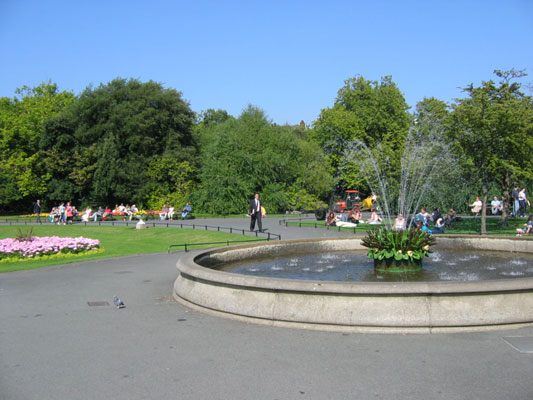
La fontaine de St Stephen's Green en été.
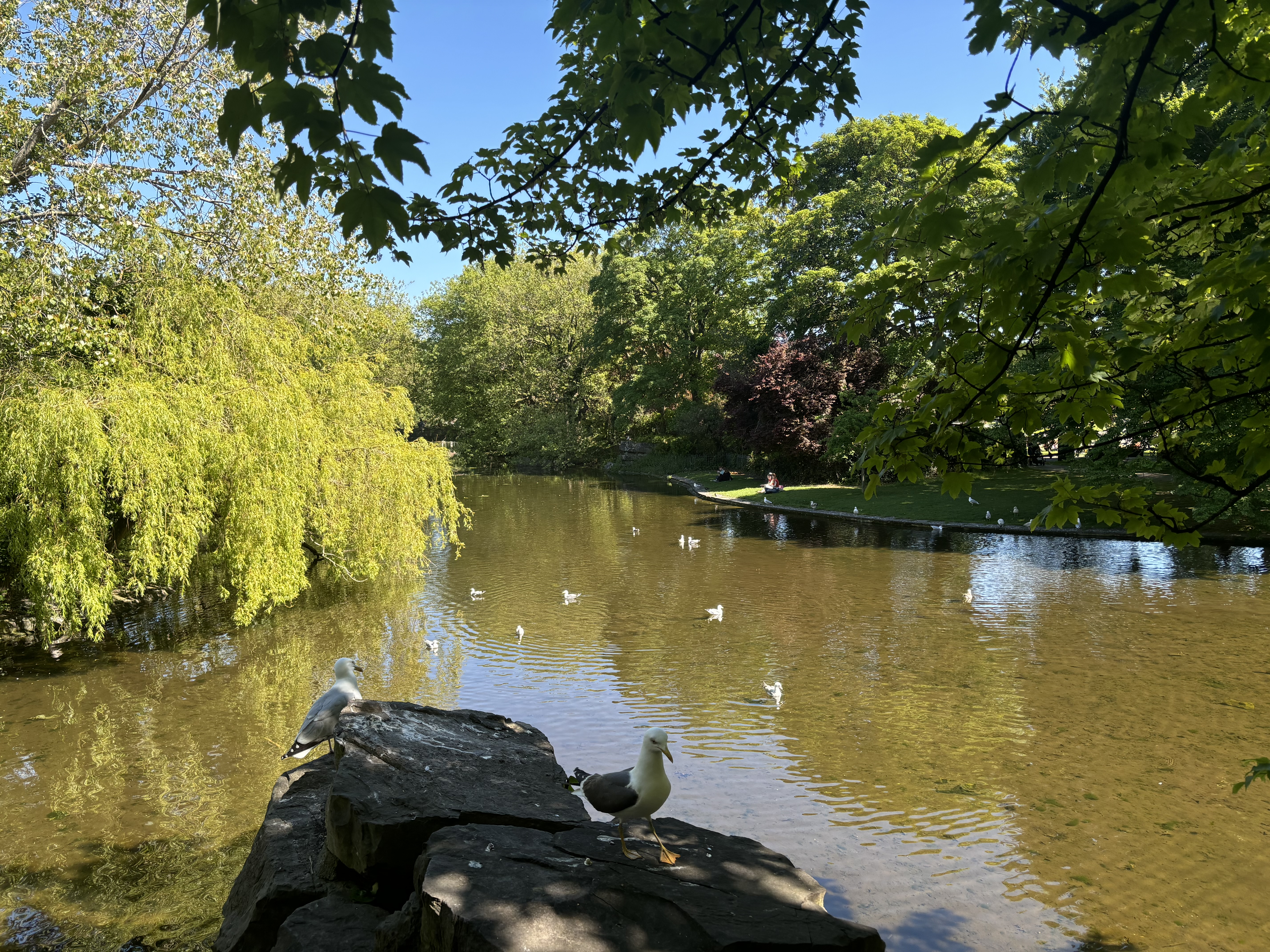
Vue du parc St Stephen's Green et son lac en mai 2025
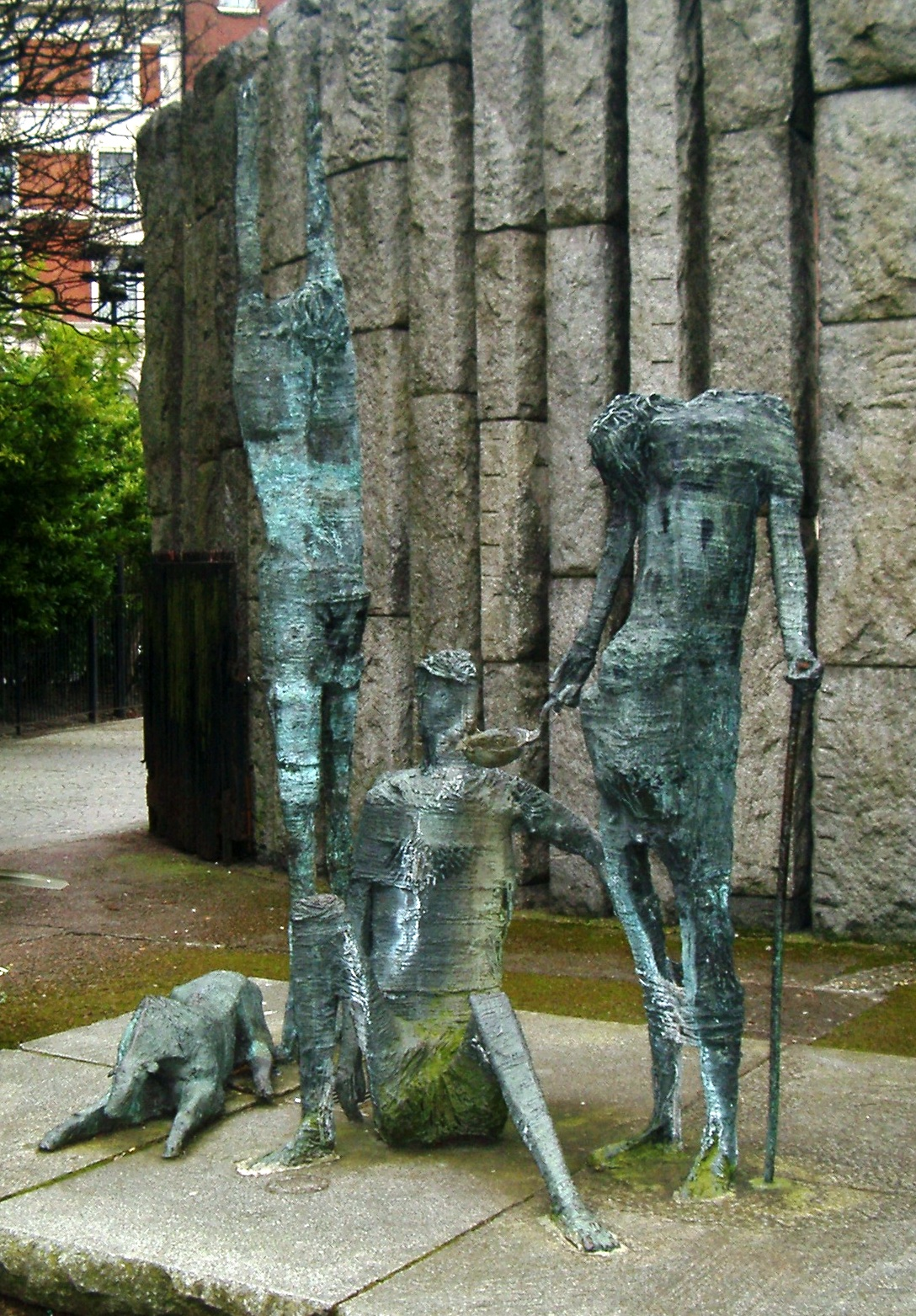
Mémorial à la famine de 1967.
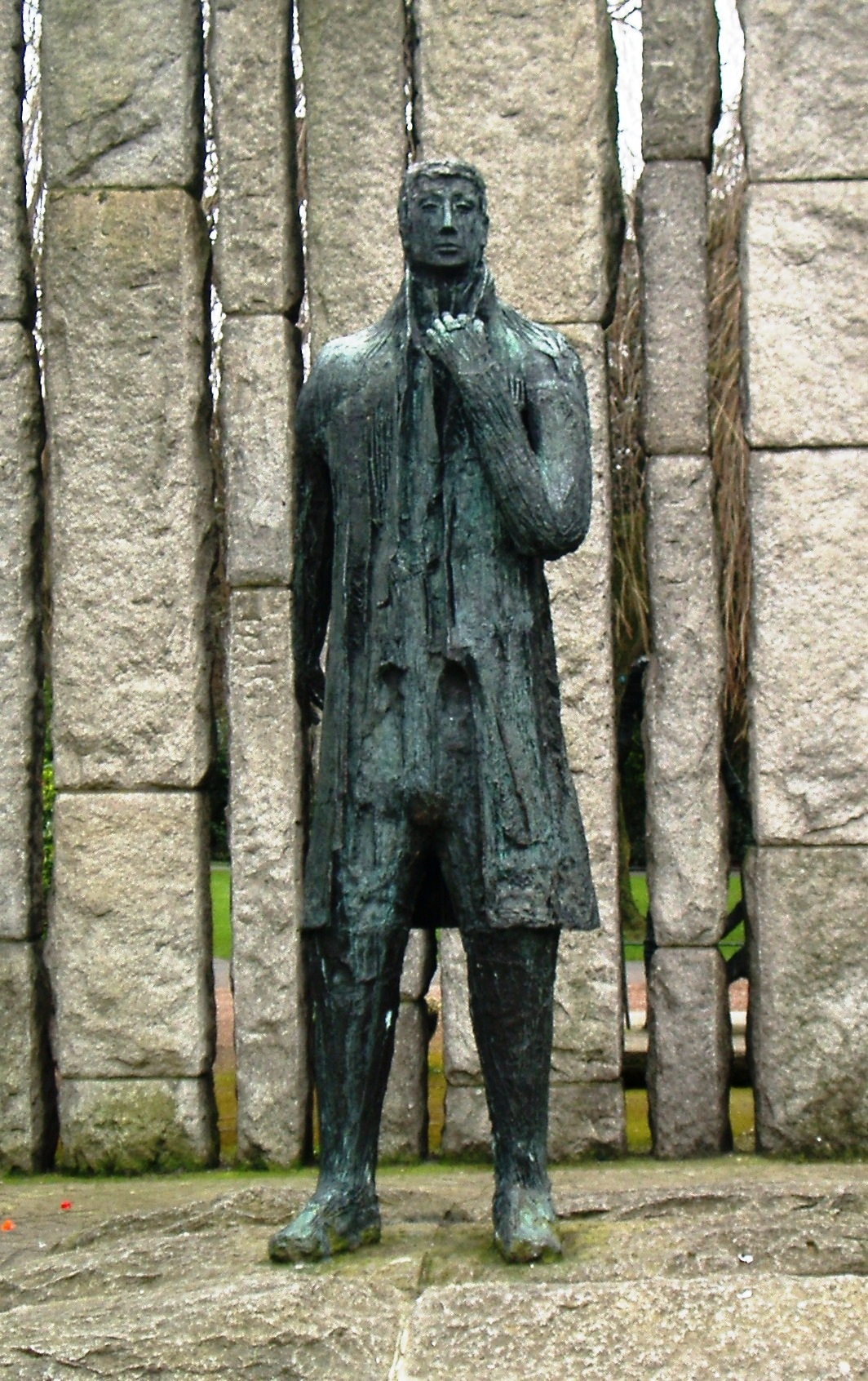
Statue de Theobald Wolfe Tone.